# Seven Churches
Seven Churches ist das Debütalbum der amerikanischen Metal-Band Possessed. Es gilt als eines der wegweisenden Alben des Death Metal, nicht zuletzt deshalb, weil die Genrebezeichnung oft auf das gleichnamige Stück des Albums zurückgeführt wird.

## Entstehung
1984 wurde Brian Slagel von Metal Blade Records auf die Band aufmerksam und sie steuerte einen Song zum Label-Sampler Metal Massacre bei. Allerdings wollte Slagel die Band nicht unter Vertrag nehmen. Die Gründe dafür waren das provokante Image und das mangelnde spielerische Können des zweiten Gitarristen Brian Montana, der wenig später durch Larry LaLonde ersetzt wurde. Aufgrund der Live-Präsenz der Band interessierten sich noch andere Plattenlabel für sie, und schließlich entschieden sich die Musiker für Combat Records. Hauptgrund war, dass sie vom Label einen Vorschuss bekamen. Weil alle Bandmitglieder zu der Zeit zwischen 16 und 17 Jahren alt waren und noch zur Schule gingen, fanden die Aufnahmen zum Album während der Osterferien 1985 in den Prairie Sun Studios in San Francisco unter der Leitung von Randy Burns statt. Jeff Becerra sagte später über das Studio:

„Ich nenne die Scheibe bis heute eigentlich nur „Seven Chickens“ ... Das Studio lag nämlich auf einer Hühnerfarm, und immer wenn wir anfingen zu spielen, rannte die ganze Meute wie wild zur gegenüberliegenden Seite des Hofes. Pferde tun das auch, wenn sie Death Metal hören. Diese Musik klingt für sie völlig unnatürlich.“

Die Titel des Debütalbums waren bereits fertig komponiert und getextet. Death Metal hatte Becerra während des Englischunterrichts an der Highschool geschrieben, den Namen hatte er gewählt, weil Black Metal als Liedtitel bereits vergeben war. 1982 hatte die Band Venom einen Titel dieses Namens auf ihrem ebenso betitelten Album veröffentlicht. Dieses Stück sowie Evil Warriors und Burning in Hell waren auf dem 1984er Demo vertreten. Fallen Angel war zusätzlich auf verschiedenen inoffiziellen Versionen des 1984er Demos enthalten und wurde ursprünglich am Ende der Aufnahme-Session zu diesem Demo in einem Take eingespielt. The Exorcist und Satan’s Curse hatte die Band bereits live gespielt, die übrigen Titel waren zwar fertig, wurden aber für das Album überarbeitet. Das Titelstück Seven Churches war das einzige, an dessen Musik Larry LaLonde mitwirkte.
Für das Albumcover gab es verschiedene Vorschläge. Der von der Band bevorzugte Entwurf zeigte eine Kirche, deren Fenster Pentagramme und Petruskreuze zierten. Daneben war ein Baum, an dem eine Nonne hing, davor Grabsteine mit den Namen der Bandmitglieder. Aus Geldmangel entschied sich die Band jedoch für die einfachere Variante, die das Logo der Band vor einem umgedrehten Kreuz und mit einem Teufelsschwanz versehen zeigt. Der Titel des Albums entstammt der englischen Bezeichnung für die Sieben Kirchen der Apokalypse.
Am 16. Oktober 1985 wurde Seven Churches in den USA und in Europa (hier von Roadrunner Records) veröffentlicht und ist bis heute eines der bestverkauften Alben von Combat Records.

## Stil und Image
Um die Intensität ihrer Musik zu unterstreichen, gab sich die Band ein satanisches Image. Die Musiker verbanden die antichristlichen Inhalte und Symbole von Bands wie Slayer oder Celtic Frost mit plakativer Symbolik wie dem Fegefeuer und adaptierten das Klavier-Intro des ersten Teils von Mike Oldfields Tubular Bells, der auch durch den Film Der Exorzist bekannt ist, als Intro des ersten Titels des Albums. Der Titel Fallen Angel wird von düsteren Glockenschlägen eingeleitet.
Als Neuheit des Genres galt der Gesangsstil von Jeff Becerra, der viel rauer und extremer klang als alles, was im Thrash Metal bisher veröffentlicht wurde. Der Stil entstand eher zufällig, als Becerra versuchte, den Gesang von Cronos (Venom) und Tom Araya (Slayer) zu imitieren. Als musikalische Vorbilder galten die Veröffentlichungen von Bands wie Venom, Slayer oder Celtic Frost. Die Band verzichtete auf die gängige Abfolge von Strophe/Chorus und die im Heavy Metal übliche Platzierung eines Gitarrensolos am Ende eines Liedes. Darüber hinaus wurde zu Gunsten der Geschwindigkeit des Gitarren- bzw. Bassspiels wenig Wert auf Melodien gelegt. Die Musik ist geprägt von Stakkato-Rhythmen und Powerchords. Die Soli von Larry LaLonde sind schnell gespielt, die Geschwindigkeit wird durch gebrochene Akkorde erzielt. Das Schlagzeugspiel von Mike Sus weist viele Fills und Snare-Rolls auf und macht akzentuierten Gebrauch von den Becken. Der Bass ist meist in den Hintergrund gemischt.

## Rezeption
Das Album wurde zwar von Fans als auch von Kritikern überwiegend positiv aufgenommen, seinen Status als Meilenstein des Genres bzw. als erstes offiziell veröffentlichtes Death-Metal-Album bekam das Album aber erst Jahre später. In einem zeitgenössischen Review 1985 im Rock Hard ordnete der Rezensent Götz Kühnemund die Band noch dem Hardcore zu, während das Kerrang! die Musik des Quartetts damit verglichen haben soll, als wäre man an die Startrampe des Space Shuttles während des Starts angekettet.
Jahre später bezeichnete Ed Rivadavia das Album als den „Missing Link“ zwischen Thrash- und Death Metal, Martin Loga von Powermetal.de bezeichnete das Album als „unsterblichen Klassiker dieses Genres“. Andere Kritiker bescheinigen dem Album mangelnde musikalische Finesse, denn die Songs folgten alle einem einheitlichen Muster und wären einander zum Verwechseln ähnlich. Zudem würden sich die Texte lesen, als wenn ein paar Teenager ihre Version der Satanischen Bibel geschrieben hätten. Ein weiterer Kritikpunkt war das manchmal ungelenk wirkende Schlagzeugspiel von Mike Sus.
Für negative Schlagzeilen sorgten das satanische Image und die antichristlichen Texte des Albums. Die Musiker fanden dieses Image passend, weil es in der Szene angesagt war und nach ihrer Meinung die Härte der Musik unterstreiche:

“It was definitely no drugs, because we were to young, and we weren't really into that. We knew of Venom and Black Sabbath, but it was just before Slayer. Everybody was into the occult in a way but didn't know too much about it. It just looked cool, and it was tough.”

„Es hatte definitiv nichts mit Drogen zu tun, dafür waren wir zu jung, und wir standen einfach nicht drauf. Wir kannten Venom und Black Sabbath, aber es war noch vor Slayer. Jeder stand irgendwie auf Okkultes, ohne jedoch viel darüber zu wissen. Es war einfach cool und brutal.“

Außerdem wies Becerra darauf hin, dass alle Bandmitglieder außer Larry Lalonde katholisch erzogen seien und er selbst nicht sicher sei, ob es einen Gott oder Satan gebe, er sich aber für Satanismus und Okkultismus interessiere und Bücher mit Hell (‚Hölle‘) im Titel sammle.

## Wiederveröffentlichungen
Das Album wurde mehrfach wiederveröffentlicht, so von Roadracer Records im Rahmen der „Price Killers“-Serie, allerdings ohne Beiheft. Das deutsche Label Century Media veröffentlichte 1998 zunächst eine CD-Version des Albums und 2003 eine Box mit fünf EPs, 2007 erschien eine LP mit Klappcover bei Monumentum Records.

## Titelliste
1. The Exorcist (Musik/Text: Mike Torrao)
2. Pentagram (Musik: Mike Torrao/Text Jeff Becerra)
3. Burning in Hell (Musik: Mike Torrao/Text Jeff Becerra)
4. Evil Warriors (Musik: Mike Torrao/Text Jeff Becerra)
5. Seven Churches (Musik: Mike Torrao, Larry LaLonde/Text Jeff Becerra)
6. Satan’s Curse (Musik/Text: Mike Torrao)
7. Holy Hell (Musik: Mike Torrao/Text Jeff Becerra)
8. Twisted Minds (Musik/Text: Mike Torrao)
9. Fallen Angel (Musik: Mike Torrao/Text Jeff Becerra)
10. Death Metal (Musik: Mike Torrao/Text Jeff Becerra)